# Финансовый директор
Финансовый директор — директор, одна из высших административных должностей, широко используемая во многих странах мира в государственных, коммерческих либо некоммерческих организациях. Основными его функциями являются управление финансовыми потоками и рисками, финансовое планирование и отчётность. Он определяет финансовую политику организации, разрабатывает и осуществляет меры по обеспечению её финансовой устойчивости. Руководит работой по управлению финансами исходя из стратегических целей и перспектив развития организации, по определению источников финансирования с учётом рыночной конъюнктуры. В типичной схеме управления компанией занимает пост вице-президента по финансам и подотчётен президенту компании или генеральному директору. Часто является членом Совета директоров.

## Страны с англосаксонской экономической моделью
Аналогичной Финансовому директору должностью в странах с англосаксонской экономической моделью (США, Великобритании и пр.) является Chief Financial Officer (CFO). В корпоративных иерархиях этих стран CFO, Chief Operating Officer (COO) и другие ответственные руководители компании (англ. officers of the company) обычно подчиняются chief executive officer (CEO). Этот уровень должностей относится ко второму уровню управления в компаниях с акционерной собственностью (англ. public companies) — административному, то есть реально управляющему. При этом CFO и CEO являются ведущими менеджерами в системе управления корпорациями. Иногда в иерархии бизнеса для обозначения этого уровня используется термин executive — ответственное руководство, управленцы стоящие выше менеджеров (англ. managers). Обычно (например, в банках) executive и менеджеры называются officer, в отличие от staff — обычных сотрудников.
Для CFO зоной ответственности в компании является контроль финансовых вопросов. Часто должность CFO совмещают с должностями вице-президента (англ. vice president), казначея (англ. treasurer) и пр. Фактически для каждого конкретного агентства, предприятия, фирмы и пр. порядок назначения/смещения CFO и его функции определяются внутренними правилами, положениями и структурой каждой конкретной компании.

## Россия
В российских организациях функции финансового директора часто не выделяют в отдельную должность, это может быть главный бухгалтер или кто-то по совместительству. На разных этапах развития компании финансовый директор может выполнять различные функции. В малых предприятиях он может заниматься и постановкой бухгалтерского и налогового учёта, и подбором персонала, и налоговой оптимизацией. При быстром росте компании, согласно ряду исследований, финансовый директор привлекает капитал и налаживает бюджетирование. Зачастую на этом этапе развития компании, ему подчиняется даже IT-служба. В развитых организациях, где перед собственником (например, Советом директоров) за разработку стратегического развития отвечает генеральный директор, финансовый директор может являться всего лишь одним из помощников в реализации этой функции. При этом он должен контролировать всю операционную деятельность компании снизу вверх. Для минимизации расходов пользуется услугами аутсорсинговых компаний (для ведения бухгалтерского учёта, налогового планирования). Таким образом перераспределяются акценты с учётной работы на аналитическую, плановую. На этапе зрелости организации от финансового директора требуется оценка созданного бизнеса и выстраивание рычагов наращивания бизнеса, а также согласование финансовых интересов собственников и разработка на этой базе финансовой стратегии, учитывающей общую стратегию развития компании. При продаже бизнеса Финансовый директор проводит предпродажную подготовку, «выравнивает» отчетность, показывает на цифрах перспективы компании и назначает адекватную цену бизнеса.